# Mali Bastaji
Mali Bastaji is een plaats in de gemeente Đulovac in de Kroatische provincie Bjelovar-Bilogora. De plaats telt 129 inwoners (2001).